# Akrylmaling
Akrylmaling er en maling hvor bindemidlet er en akrylvariant, der er opløselig i vand.

## Egenskaber
Akrylmaling, populært kaldet plastikmaling, er en vandbaseret maling, og er et alternativ til den oliebaserede alkydmaling. Akrylmaling er i dag den mest benyttede maling til store indendørs overflader, såsom eksempelvis lofter og vægge, også selvom alkydmaling stadig er det fortrukne ingrediens til træbeskyttelse. Det er dog muligt at male akrylmaling ovenpå en træoverflade, der tidligere har været malet med alkydmaling, mens man modsat ikke kan male med alkydmaling ovenpå akrylmaling.
Akrylmaling indeholder, modsat alkydmaling, ikke mineralsk terpentin (som er alkydmalingens bindemiddel) og er derfor også et sundheds- og miljøvenligt alternativ. Anvendes alkydmaling indendørs vil det være nødvendigt at lufte betragteligt ud og eventuelt bære et åndedrætsværn.
Modsat alkydmaling udsender akrylmalingen ikke samme lugt, og det er derfor ikke nødvendigt med samme markante udluftning - selvom det altid er en god idé at lufte ud når man maler. Da akrylmalingen ikke lugter og samtidig har en effektiv og hurtig tørretid, kan man flytte ind i sit nymalede værelse, så snart malingen er tør. Dog kræver vandbaseret maling ofte at man maler flere lag ovenpå hinanden, for at resultatet opnår en holdbar og flot overflade.
Akrylmaling har dog også andre fordele end at den er vandbaseret. Den har blandt andet en let tørretid og er generelt skånsom for mennesker og miljøet. Derudover er penslerne, malerrullerne og resten af det benyttede tilbehør let at rengøre efter brug i denne type maling, og er malingen for tyk kan den fortyndes yderligere med almindeligt vand.